# Valida

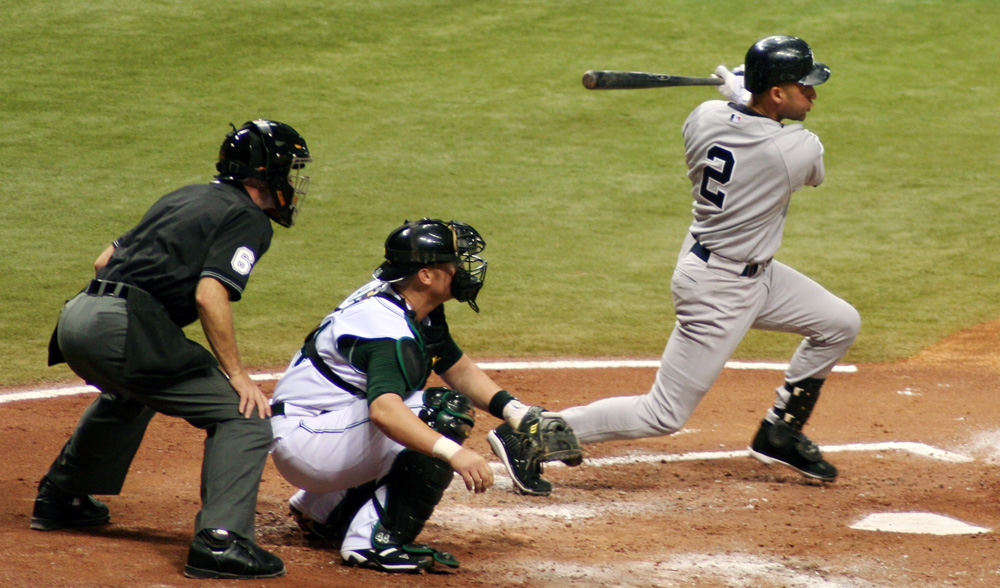
Derek Jeter dei New York Yankees compie una valida nell'incontro con i Tampa Bay Rays.

Una battuta valida o valida (in inglese, hit o base hit), viene assegnata in un incontro di baseball quando un battitore raggiunge la prima base, dopo aver colpito la palla in territorio buono e senza il beneficio di un errore o di una scelta dei giocatori.
Per fare questo, il battitore deve raggiungere la prima base prima che un qualsiasi giocatore avversario possa toccarlo con la palla, lanciarla al giocatore che difende la base oppure tentare una eliminazione forzata.
La valida è assegnata al momento in cui il battitore raggiunge la prima base. Se questi è eliminato mentre tenta di ottenere un doppio o un triplo nella stessa azione, ottiene comunque l'assegnazione della valida.